# Agonges
Agonges és un municipi francès, situat al departament de l'Alier i a la regió d'Alvèrnia-Roine-Alps. L'any 2007 tenia 374 habitants.

## Demografia

### Població
El 2007 la població de fet d'Agonges era de 374 persones. Hi havia 136 famílies de les quals 37 eren unipersonals (16 homes vivint sols i 21 dones vivint soles), 37 parelles sense fills, 58 parelles amb fills i 4 famílies monoparentals amb fills.
La població ha evolucionat segons el següent gràfic:
Habitants censats

### Habitatges
El 2007 hi havia 158 habitatges, 142 eren l'habitatge principal de la família, 13 eren segones residències i 3 estaven desocupats. 152 eren cases i 5 eren apartaments. Dels 142 habitatges principals, 94 estaven ocupats pels seus propietaris, 38 estaven llogats i ocupats pels llogaters i 9 estaven cedits a títol gratuït; 4 tenien dues cambres, 24 en tenien tres, 38 en tenien quatre i 76 en tenien cinc o més. 101 habitatges disposaven pel capbaix d'una plaça de pàrquing. A 60 habitatges hi havia un automòbil i a 69 n'hi havia dos o més.

### Piràmide de població
La piràmide de població per edats i sexe el 2009 era:
| Homes | Edats   | Dones |
| ----- | ------- | ----- |
| 0     | 95 o +  | 4     |
| 0     | 90 a 94 | 0     |
| 8     | 85 a 89 | 0     |
| 8     | 80 a 84 | 4     |
| 8     | 75 a 79 | 12    |
| 8     | 70 a 74 | 12    |
| 0     | 65 a 69 | 4     |
| 4     | 60 a 64 | 0     |
| 12    | 55 a 59 | 4     |
| 20    | 50 a 54 | 20    |
| 16    | 45 a 49 | 20    |
| 20    | 40 a 44 | 12    |
| 8     | 35 a 39 | 12    |
| 8     | 30 a 34 | 4     |
| 12    | 25 a 29 | 8     |
| 4     | 20 a 24 | 8     |
| 4     | 15 a 19 | 12    |
| 20    | 10 a 14 | 8     |
| 28    | 5 a 9   | 20    |
| 8     | 0 a 4   | 4     |

## Economia
El 2007 la població en edat de treballar era de 221 persones, 153 eren actives i 68 eren inactives. De les 153 persones actives 139 estaven ocupades (77 homes i 62 dones) i 14 estaven aturades (7 homes i 7 dones). De les 68 persones inactives 17 estaven jubilades, 22 estaven estudiant i 29 estaven classificades com a «altres inactius».

### Ingressos
El 2009 a Agonges hi havia 127 unitats fiscals que integraven 334,5 persones, la mediana anual d'ingressos fiscals per persona era de 14.761 €.

### Activitats econòmiques
Dels 14 establiments que hi havia el 2007, 1 era d'una empresa de fabricació d'altres productes industrials, 1 d'una empresa de construcció, 1 d'una empresa de comerç i reparació d'automòbils, 3 d'empreses d'hostatgeria i restauració, 2 d'empreses immobiliàries i 6 d'empreses de serveis.
Dels 3 establiments de servei als particulars que hi havia el 2009, 1 era un electricista i 2 restaurants.
L'any 2000 a Agonges hi havia 20 explotacions agrícoles que ocupaven un total de 1.921 hectàrees.

## Equipaments sanitaris i escolars
El 2009 hi havia una escola elemental.

## Poblacions més properes
El següent diagrama mostra les poblacions més properes.